# Anders Petersen (boxe anglaise)
Anders Petersen est un boxeur danois né le 16 décembre 1899 et mort le 28 avril 1966 à Copenhague.

## Carrière
Il remporte aux Jeux olympiques d'été de 1920 à Anvers la médaille d'argent dans la catégorie poids mouches. Après trois victoires face à Nelis van Dijk, Pete Zivic et William Cuthbertson, Petersen s'incline en finale contre l'américain Frankie Genaro. Passé professionnel l'année suivante, il devient champion du Danemark des poids coqs en 1931.

## Palmarès

### Jeux olympiques
- Jeux olympiques d'été de 1920 à Anvers[1] (poids mouches)